# マリー・ガブリエーレ・イン・バイエルン
マリー・ガブリエーレ・イン・バイエルン（ドイツ語: Marie Gabrielle in Bayern, 1878年10月9日 - 1912年10月24日）は、バイエルン公カール・テオドールとその2人目の妃マリア・ヨーゼファ・フォン・ポルトゥガルの娘でバイエルン女公（Herzogin in Bayern）。バイエルン王子（のち王太子）ループレヒトの最初の妃となったが、夫が王太子になる前に亡くなったため王太子妃にはならなかった。

## 生涯
バイエルン王家の分家筋にあたるバイエルン公爵家の当主で高名な眼科医でもあったバイエルン公カール・テオドールと、ポルトガルの廃王ミゲル1世の娘マリア・ヨーゼファの間に生まれた。全名はマリー・ガブリエーレ・マティルデ・イザベレ・テレーゼ・アントイネッテ・ザビーネ（Marie Gabriele Mathilde Isabelle Therese Antoinette Sabine）。父方の伯母はオーストリア皇帝フランツ・ヨーゼフ1世の皇后エリーザベトで、姉にはベルギー王アルベール1世の妃エリザベートがいる。幼少期は主にポッセンホーフェン城で育ち、幸せな子ども時代を過ごした。マリー・ガブリエーレは絵を描くことに熱意を傾け、父もこれを積極的に奨励した。
1900年7月10日、ミュンヘンの諸聖人宮廷教会で本家筋のバイエルン王子ループレヒトと結婚した。ループレヒトはのちに摂政、そしてバイエルン王ルートヴィヒ3世となるルートヴィヒ王子とオーストリア＝エステ大公女のマリア・テレジア妃夫妻の長男であった。結婚式にはプロイセンからドイツ皇帝ヴィルヘルム2世の名代にヨアヒム王子が出席した。結婚後、夫妻はループレヒトが指揮官を務める部隊が駐屯するバイエルンのバンベルクに居を構えた。夫妻の子ども達のうち長男ルイトポルトと長女イルミンガルトはこの地で生まれている。
夫妻はたびたび旅行を楽しみ、1903年には日本を訪れ、アメリカ合衆国経由で帰国している。日本への旅行は自然科学上の調査旅行であり、夫妻にはミュンヘン大学の高名な教授が1人随行していた。マリー・ガブリエーレは両親と同様に、詩や音楽を楽しむ一方で、科学や自然に対しても強い関心を持っていた。
日本に滞在中、マリー・ガブリエーレは重い病気になったが、バイエルンに戻ってから虫垂炎の手術を受けて回復している。
1912年10月に腎不全で死去。遺骸はミュンヘンのテアティーナ教会に、すでに亡くなっていた彼女自身の子どもたちの遺骸と一緒に安置された。
夫ループレヒトは翌1913年に父がバイエルン王に即位したことに伴って王太子になっており、1921年にはマリー・ガブリエーレの従妹であるルクセンブルク大公女アントニアと再婚した。マリー・ガブリエーレの子ども達のうち唯一夭折せず成人した次男アルブレヒトは、1955年に父からバイエルン王家の家長位を継承した。アルブレヒトは自身の長女に母の名前をつけている。

## 子女
- ルイトポルト・マクシミリアン・ルートヴィヒ・カール（1901年 - 1914年） - ポリオにより死去
- イルミンガルト・マリア・テレーゼ・ジョゼ・ツェツィーリア・アーデルハイト・ミヒャエラ・アントニア・アーデルグンデ（1902年 - 1903年） - ジフテリアにより死去
- アルブレヒト・ルイトポルト・フェルディナント・ミヒャエル（1905年 - 1996年） - バイエルン王家家長
- 娘（1906年） - 死産
- ルドルフ・フリードリヒ・ループレヒト（1909年 - 1912年） - 糖尿病により死去